# Jaguares
Die Jaguares (deutsch Jaguare) sind eine professionelle Rugby-Union-Mannschaft aus der argentinischen Hauptstadt Buenos Aires.

## Geschichte und Struktur
Die Mannschaft spielt seit der Saison 2016 in der internationalen Rugby-Union-Liga Super Rugby gegen andere professionelle Mannschaften aus Australien, Japan, Neuseeland und Südafrika. Sie repräsentiert dabei offiziell als Auswahlmannschaft die in der höchsten argentinischen Rugby-Union-Liga spielenden Vereine und den regionalen Rugby-Union-Verband von Buenos Aires, ist jedoch nicht mit der argentinischen Rugby-Union-Nationalmannschaft identisch.
Die Jaguares starten in einer Vorrundengruppe gegen sieben weitere Mannschaften, einer aus Japan und sechs aus Südafrika. Ihre Heimspiele trägt die Mannschaft im José-Amalfitani-Stadion mit rund 50.000 Sitzplätzen in Buenos Aires aus.
2015 gegründet, ist die Mannschaft als Franchise konzipiert und Nachfolgerin der zwischen 2010 und 2015 aktiven Pampas XV. Ihre Bildung geht auf die Initiative zurück, die in der Südhemisphäre zwischen den Rugby-Union-Nationalmannschaften Australiens, Neuseelands und Südafrikas ausgetragenen Wettbewerbe um weitere Nationen zu erweitern. Bereits 2011 wurde in diesem Zuge das jährlich stattfindende Turnier Rugby Championship um die argentinische Rugby-Union-Nationalmannschaft erweitert.
Der größte Erfolg der Jaguares war die Finalteilnahme in der Saison 2019. Dort verlor man gegen die Crusaders aus Neuseeland.

## Spieler und Trainer

### Aktueller Kader
Der Kader für die Saison 2020:

### Bekannte ehemalige Spieler
- Santiago Cordero
- Lucas Gonzalez Amorosino
- Juan Martín Hernández
- Ramiro Herrera
- Facundo Isa
- Juan Manuel Leguizamón
- Pablo Matera
- Lucas Noguera Paz
- Nicolás Sánchez

### Ehemalige Chef-Trainer
- Raul Perez (2015–2017)
- Mario Ledesma (2017–2018)

## Platzierungen
| Jahr | Spiele | Siege | Unent. | Ndlg. | Spiel- punkte | Diff. | Bonus- punkte | Tabellen- punkte | Platz | Playoffs                               |
| ---- | ------ | ----- | ------ | ----- | ------------- | ----- | ------------- | ---------------- | ----- | -------------------------------------- |
| 2016 | 15     | 4     | 0      | 11    | 376:427       | – 51  | 6             | 22               | 13.   |                                        |
| 2017 | 15     | 7     | 0      | 8     | 404:386       | + 18  | 5             | 33               | 10.   |                                        |
| 2018 | 16     | 9     | 0      | 7     | 409:418       | – 9   | 2             | 38               | 7.    | Viertelfinalniederlage gegen die Lions |
| 2019 | 16     | 11    | 0      | 5     | 461:352       | + 109 | 7             | 51               | 2.    | Finalniederlage gegen die Crusaders    |